# پاینهرست، شهرستان مونتگومری، تگزاس
پاینهرست (به انگلیسی: Pinehurst) یک منطقهٔ مسکونی در ایالات متحده آمریکا است که در شهرستان مونتگومری، تگزاس واقع شده‌است. پاینهرست ۴٬۶۲۴ نفر جمعیت دارد.